# Saint-Chéron (Marne)
Saint-Chéron település Franciaországban, Marne megyében. Lakosainak száma 63 fő (2022. január 1.). Saint-Chéron Arzillières-Neuville, Gigny-Bussy, Les Rivières-Henruel és Somsois községekkel határos.

## Népesség
A település népessége az elmúlt években az alábbi módon változott:
| Lakosok száma | 98   | 89   | 84   | 77   | 70   | 63   | 60   | 61   | 61   | 63   |
|               | 1968 | 1982 | 1990 | 2006 | 2013 | 2015 | 2017 | 2019 | 2020 | 2022 |